# Мицуда, Ясунори
Ясунори Мицуда (яп. 光田 康典 Мицуда Ясунори, р. 21 января 1972) — японский композитор, наиболее известный своей музыкой к видеоиграм, в особенности Chrono Trigger, Chrono Cross, Luminous Arc, Shadow Hearts, Shadow Hearts: Covenant, Soma Bringer, Xenogears, Xenosaga Episode I: Der Wille Zur Macht, Xenoblade, а также Mario Party.

## Биография
Родился в городе Токуяма префектуры Ямагути, вырос в посёлке Кумаге (в настоящее время оба населённых пункта слиты в город Сюнан). В детском возрасте брал уроки игры на фортепиано, однако куда больше был заинтересован в спорте, не принимая занятия музыкой всерьез. В раннем возрасте получил доступ к компьютеру и самостоятельно научился программированию простеньких песен и игр. После короткого увлечения гольфом Мицуда в старших классах заново открывает для себя музыку, вдохновленный саундтреками к таким фильмам как Бегущий по лезвию и работами композиторов наподобие Генри Манчини.
После окончания школы Мицуда перебрался в Токио, где поступил в музыкальный колледж. Заведение не отличалось особой престижностью, но Мицуда многому научился от своих преподавателей, большинство из которых были практикующими музыкантами; студент помогал им в переноске и установке оборудования. И хотя работа эта не оплачивалась, она все же помогла Мицуде взглянуть на музыкальную индустрию изнутри и набраться опыта вне стен колледжа.
Работа в Square началась с газетного объявления от Нобуо Уэмацу. Мицуда предоставил некоторые свои работы, после чего состоялось неудачное, по его словам, собеседование; однако в апреле 1992 он все же стал полноценным членом компании.
Несмотря на то, что официально он значился композитором, Мицуда в большей степени исполнял обязанности звукорежиссера, работая с чужими композициями. Так продолжалось вплоть до 1994 года, пока он не выдвинул вице-президенту Square Хиронобу Сакагути ультиматум: или он занимается сочинительством, или увольняется. В ответ Сакагути позволил молодому музыканту присоединиться к команде, работающей над Chrono Trigger. В итоге Мицуда написал для игры 54 композиции, под руководством более опытного Нобуо Уэмацу, которому принадлежали 10 треков. Позже Мицуда признался в том, насколько признателен Уэмацу за его помощь в процессе этой работы. После её окончания Мицуда пишет саундтрек к Front Mission: Gun Hazard, опять совместно с Уэмацу.
Саундтрек к Chrono Trigger обрел огромную популярность среди фанатов. После, в общей сложности, Мицуда работал над ещё четырьмя проектами для Squaresoft, последним из которых стал Xenogears в 1998 (некоторое время спустя он также напишет саундтрек к Xenosaga Episode I: Der Wille Zur Macht). Позже композитор предпочел работать внештатно, тем не менее, по-прежнему тесно сотрудничая с Square Enix, в частности при работе над такими проектами, как Chrono Cross, сиквел Chrono Trigger.
В данный момент вместе с командой разработчиков Мицуда трудится над Gaia Battle MMO.

## Музыкальный стиль
В музыке Мицуды часто можно заметить кельтские, индийские, вест-индийские и восточноазиатские мотивы. Сильное кельтское влияние можно заметить в его саундтреке к Chrono Cross (такие композиции как «Another Termina» и «Dragon God») и альбоме CREID, состоящем из аранжировок из Xenogears. Стиль Мицуды сложно охарактеризовать, тем более что одной и той же игре зачастую требуются мелодии разных направлений. Если взять, к примеру, Chrono Cross, то в треке «Chronomantic» легко можно услышать вест-индийские мотивы, в то время как «The Great Sneff’s Troupe» заметно отдает восточноазиатским духом. Также в некоторых композициях сильно ощущается индийское влияние, например, «Corridor of Time» и «Schala’s Theme» из Chrono Trigger или «Time Grasslands» и «Time’s Scar» из Chrono Cross.
Также в работах Мицуды всегда заметно влияние кинематографа. Большей частью это касается различных тем битв, таких как «Gale», прозвучавшая как в Radical Dreamers, так и Chrono Cross. Другим ярким примером можно назвать главную тему Chrono Trigger.
Удивительно, но музыка Мицуды отлично звучит и в джазовых обработках. Так, на альбоме Brink of Time содержится несколько треков из Chrono Trigger, исполненных джазовой группой Guodo.

## Саундтреки к видеоиграм
- Chrono Trigger Original Sound Version (1995) (совместно с Нобуо Уэмацу и Норико Мацуэдой)
- Front Mission Series: Gun Hazard Sound Track (1996) (совместно с Нобуо Уэмацу, Дзюнъей Накано и Масаси Хамаудзу)
- Radical Dreamers: Nusumenai Hōseki (1996)
- Tobal No. 1 Original Soundtrack (1996) (совместно с Масаси Хамаудзу, Дзюнъей Накано, Ясухиро Кавами, Кэндзи Ито, Норико Мацуэдой, Рюдзи Сасаи и Ёко Симомурой)
- Xenogears Original Soundtrack (1998)
- Mario Party (1998)
- Bomberman 64: The Second Attack (1999) (совместно с Хиротой Ёситакой)
- Chrono Cross Original Soundtrack (1999)
- Shadow Hearts Original Soundtracks plus1 (2001)
- an cinniùint (саундтрек к Tsugunai: Atonement) (2001)
- Legaia Duel Saga Original Soundtrack (2002)
- Sailing to the World (саундтрек к The Seventh Seal) (2002)
- Xenosaga Original Soundtrack (2002)
- Shadow Hearts II Original Soundtracks (2003)
- Hako no Niwa (саундтрек к Graffiti Kingdom) (2004)
- Deep Labyrinth (2006)
- Luminous Arc Original Soundtracks (2007)
- Armodyne (2007)
- Super Smash Bros. Brawl (2007) (Аранжировка)
- Inazuma Eleven (2007)
- Myth – The Xenogears Orchestral Album (2011)
- Xenoblade Chronicles 2 (2017)
- Xenoblade Chronicles 2: Torna – The Golden Country (2018)
- Xenoblade Chronicles 3 (2022)
- Xenoblade Chronicles 3: Future Redeemed (2023)
- Sea of Stars (2023)